# Susanne Kippenberger

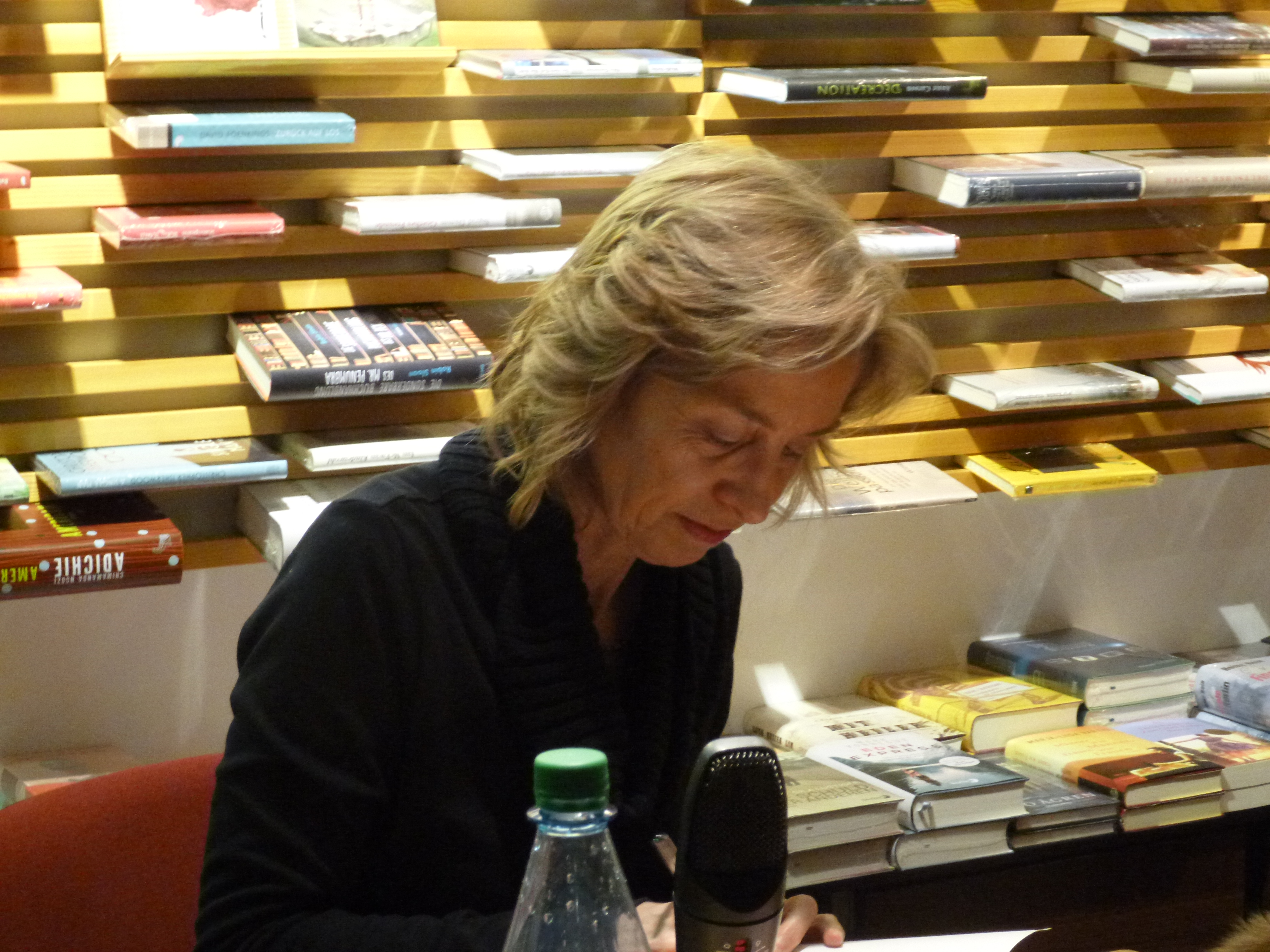
Susanne Kippenberger, 2015

Susanne Kippenberger (* 29. August 1957 in Dortmund) ist eine deutsche Journalistin und Buchautorin.

## Leben
Susanne Kippenberger ist die jüngste der vier Schwestern  Martin Kippenbergers. Sie wuchs in Essen auf und studierte Germanistik, Anglistik und Amerikanistik  in Tübingen. Mitte der 1980er Jahre absolvierte sie Praktika beim Südwestfunk Baden-Baden, bei der Frankfurter Allgemeinen Zeitung, der Zeit sowie im Museum of Modern Art. Seit 1989 arbeitet sie als Redakteurin beim Berliner Tagesspiegel.
1985 erhielt sie das Fulbright-Stipendium zum Studium der Filmwissenschaften, 1997 das Stipendium des Internationalen Journalistenprogramms (IJP) beim Independent in London und 2011 das Stipendium in der Villa Aurora. 2006 erhielt sie den Journalistenpreis der King Edward VII Foundation.
Seit 2007 ist Kippenberger auch als Autorin tätig und veröffentlichte bis 2010 sechs Werke.

## Bücher
- Kippenberger. Der Künstler und seine Familien. Berlin-Verlag, Berlin 2007, ISBN 978-3-8270-0704-9.
- Am Tisch. Die kulinarische Bohème oder Die Entdeckung der Lebenslust. Berlin-Verlag, Berlin 2010, ISBN 978-3-8270-0964-7.
- Das rote Schaf der Familie. Jessica Mitford und ihre Schwestern. Hanser, München 2014, ISBN 978-3-446-24649-2.
- Misha Aster, Gesine Baur, Susanne Kippenberger und andere: Diese kostbaren Augenblicke. 275 Jahre Staatsoper Unter den Linden. Carl Hanser, München 2017, ISBN 978-3-446-25757-3.
- Renate Kammer (Hrsg.), Susanne Kippenberger u. a. (Autoren): Achim Freyer. Zum Raum wird hier die Zeit. Ausstellungskatalog. Seltmann+Söhne, Lüdenscheid, Berlin 2017, ISBN 978-3-946688-29-7.
- Die Kunst der Großzügigkeit. Geschichten einer leidenschaftlichen Schenkerin. Hanser, Berlin 2020, ISBN 978-3-446-26791-6

## Auszeichnungen
- 1998: Journalistenpreis Bahnhof
- 2021: Deutscher Reporter:innenpreis in der Kategorie Interview